# Великогоспојински дани у Новом Бечеју
Великогоспојински дани је традиционална манифестација која се у овом облику организује у Новом Бечеју од 1994. године. Манифестација је настала око градске славе Велика Госјпојина (28.август) и увек се организује неколико дана око тог празника крајем августа. Централни део манифестације је музичког типа, где окупља посетиоце и мештане на многобројним концертима поп, рок и народне музике, док је завршница фестивала резервисана за велики  свечани ватромет.
Традиционални део фестивала попињава пре свега Великогоспојинска литија, литије крећу од цркве Светог Николаја, пролазећи кроз центар Новог Бечаја завршава се у манастиру Успења Пресвете Вогородице крај Тисе.

## Пратећи програм
Поред гавног програма манифестације, ту је и пратећи програм који чине разноврсан саджај као што је :
- Улица занатског пива
- Дечја улица
- Етно базар
- Великогоспојински златни котлић - Такмичење у спремањи рибље чорбе
- Госпојински Пољофест  - Пољопривредно-привредна манифестација
- Свечани дефиле парадних запрега
- Авлија забавлија
- Великогоспојинска бућка - Такмичење у риболову за највећег сома
- Пливачки маратон Бечеј – Нови Бечеј,  „БОАТ СХОW“  - промоција забаве на води
- Отворени дани речне ратне флотиле

## Главни програм
Централни део манифестације је музички програм, односно концерти на отвореном. Велики број музичара наступао је већ на овом фестивалу од којих су неки:
- Харис Џиновић
- Ацо Пејовић
- Здравко Чолић
- бенд Банда Дрвена
- Ортодокс келтс
- Лепа Брена
- Тони Цетински
- Светлана Ражнатовић
- Дејан Петровић
- Нина Бадрић
- Партибрејкерси
- Владо Георгијев
- Гарави сокак
- Забрањено пушење
- Јелена Розга
- Сергеј Ћетковић
- Апсолутно романтично
- Пирамиш, „Едда“
- Дивље јагоде
- Рибља чорба

## Награде
Манифестација је сваке године шири свој програм и привлачи све већи број посетилаца из Србије и ширег региона, неколико пута је награђена и то:
- Златна медаља Новосадског сајма 2008. године
- Туристички цвет за најуспешнију туристичку манифестацију  2010.  године
- Велика златна плакета на сајму Туризма „ЛОРИСТ” 2015. године
- Награда „Бранд Леадер Аwард“ – златна медаља за неговање манифестационог туризма 2015. године
- „Туристичка призма“ 2018. године  за најуспешнију манифестацију од стране жирија који је састављен од туристичких новинара широм региона
- Вицешампион Новосадског сајма 2018. године
- Диплома Београдског сајма за десетогодишњи континуирани наступ и промоцију ВГ на сајму 2019. године.